# Sprachatlas von Unterfranken
Der Sprachatlas von Unterfranken (SUF) erfasst die Sprachgeographie der Dialekte von Unterfranken. Er ist Teil des gesamtbayerischen Sprachatlasunternehmens Bayerischer Sprachatlas. Das Forschungsprojekt existiert seit 1989 an der Universität Würzburg. Der SUF soll die Dialekte Unterfrankens in ihrer geographischen Verbreitung vollständig erfassen und dokumentieren. 

## Methodik

### Fragebuch
Das Fragebuch des SUF entstand 1990 auf der Basis der bereits existierenden Fragebücher des Sprachatlas von Bayerisch-Schwaben und des Sprachatlas von Nordostbayern. Die gemeinsame Schnittmenge dieser beiden Fragenkataloge wurde ebenso übernommen wie der Fragenablauf. Erweitert wurde das Fragebuch um die Themenbereiche Weinbau, Gesinde, Hausschlachten und Schnapsbrennen. Weitere Sachthemen sind z. B. Das Vieh und seine Pflege, Ackerbau, Obst, Der Mensch, Bekleidung, Wohnung.
Insgesamt enthält das Fragebuch rund 2500 Fragen sowie eine große Zahl an Abbildungen. Die Abbildungen erleichtern der Gewährsperson zum einen, komplizierte Dinge wie etwa die einzelnen Teile eines Wagens zu bezeichnen, zum anderen gewährleisten sie, dass sich die Antwort eindeutig auf den zu erfragenden Gegenstand bezieht. 

### Befragung
Die Dialektbefragungen für den SUF wurden in 182 Orten durchgeführt, was etwa jedem sechsten Ort in Unterfranken entspricht. Befragt wurden ausschließlich Dialektsprecher, die mindestens 65 Jahre alt waren und mindestens in der zweiten Generation im Befragungsort lebten. Die befragten Gewährspersonen waren fast ausnahmslos im Handwerk oder in der Landwirtschaft tätig. Pro Ort wurden drei bis fünf Dialektsprecher befragt, eine vollständige Aufnahme an einem Befragungsort dauerte durchschnittlich fünf Tage.
Durchgeführt wurden die Befragungen nach der direkten Erhebungsmethode. Die Exploratoren suchten die Gewährspersonen zu Hause auf, wo dann die Fragen aus dem Fragebuch gestellt wurden. Die Antworten werden direkt in das Fragebuch eingetragen. Um lautliche Feinheiten so exakt wie möglich festhalten zu können, verwendeten die Exploratoren zur Niederschrift der Antworten die sehr differenzierte Lautschrift Teuthonista.
Zusätzlich zur Niederschrift wurde die Befragung auf Tonbändern festgehalten. Neben einem Tonarchiv wurde am SUF auch ein Fotoarchiv eingerichtet. Die Exploratoren fotografierten vor allem sachkundig relevante Gegenstände wie z. B. alte bäuerliche Geräte und altes Werkzeug. Fotografiert wurden aber auch die Gewährspersonen selber, alte Bauernhäuser und auch der Aufnahmeort.
Die SUF-Aufnahmen wurden vor allem in den Wintermonaten durchgeführt. Viele der Gewährspersonen waren in der Landwirtschaft tätig und konnten im Sommer keine Zeit für eine aufwändige Befragung aufbringen.

### Kartierung
Die Dialektaufnahmen werden auf Punktsignaturkarten veröffentlicht werden. Anstelle der Originalbelege wird hier an jedem Ortspunkt eine Signatur eingezeichnet. Die Signaturen bestehen aus einfachen geometrischen Formen wie Kreisen, Dreiecken, Vierecken oder einfachen Linien. Der Signaturenschlüssel befindet sich in der Kartenlegende, in der die abstrakten Signaturen den entsprechenden Belegen zugeordnet werden.

## Geschichte
- 1989 Gründung des Projektes an der Universität Würzburg
- 1991–1996 Erhebung der Dialekte in den Aufnahmeorten
- 2005 Publikation des ersten Bandes
- 2008 Abschluss der Publikation

## Publikation
- Band 1: Lautgeographie I: Kurzvokale (Almut König), Lautgeographie II: Konsonanten (Monika Fritz-Scheuplein): 2006
- Band 2: Lautgeographie III: Langvokale (Magdalena Beichel, Kristin Herbst, Julia Scheuermann), Lautgeographie IV: Diphthonge (Claudia Blidschun): 2007
- Band 3.1: Nomen (Marion Bayer), Pronomen (Elke Simon): 2008
- Band 3.2: Verb (Oliver Herbst): 2008
- Band 4: Wortgeographie I Gelände und Ackerbau (Roland Baumann), Wortgeographie II Haus- und Hoftiere, Milch- und Milchverarbeitung, Hausschlachten (Manuela Grimm): 2008
- Band 5: Wortgeographie III Mensch und menschliche Gemeinschaft, Kleidung (Jens Wichtermann), Wortgeographie IV Zeiteinteilung; Spiel, Essen, Adverbien (Karin Bayha): 2005
- Band 6: Wortgeographie V Haus, Wetter, Garten, Tiere (Karin Düchs), Wortgeographie VI Wald, Holz, Gefäße (Elke Simon): 2007
- Band 7: Einführung (Norbert Richard Wolf)